# Calle Julio Roca (Formosa)
La calle Julio A. Roca es una importante arteria de la Ciudad de Formosa, lleva el nombre del presidente del país entre 1880 - 1886, y 1898 - 1904, Julio Argentino Roca (1842 - 1914) .

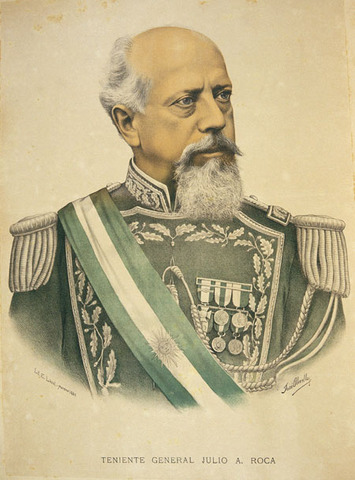
Julio A. Roca

## Historia y Recorrido
La calle ya existía a mediados de 1937, y en ese entonces se llamaba Calle N.º 23. Se estima que el nombre se cambió en 1960. Actualmente mantiene el mismo nombre.
La calle inicia en la Avenida Napoleón Uriburu, y atraviesa las siguientes arterias:
- González Lelong, donde nace
- Junín
- Corrientes
- Juan José Silva
- Maipú
- Pringles
- Saavedra
- España
- Av. Veinticinco de Mayo
- J. M. Uriburu
- Brandsen
- Hipólito Yrigoyen
- Fotheringham
- Salta
- Ayacucho
- Paraguay, y la Av. N. Uriburu, esta última que lo corta.[1]

## Lugares emblemáticos
- Colegio Espacios
- Colegio La Ribera
- Colegio Nacional J. J. Silva.
- Instituto Provincial de Viviendas.
- EPET N.º 2